# 郭旭
郭旭（1971年2月—），男，辽宁沈阳人，中国计算力学专家，大连理工大学教授，中国力学学会副理事长，中国科学院院士。